# 愛媛縣立松山中央高等學校
愛媛縣立松山中央高等學校（日语：愛媛県立松山中央高等学校／えひめけんりつまつやまちゅうおうこうとうがっこう）位于日本愛媛縣松山市井門町，愛媛縣立高等學校。

## 概要
愛媛縣立松山中央高等學校成立于 1986年12月26日，是愛媛縣最新的縣立普通高等學校，開校于1987年4月1日。到2018年3月，有11,403名學生畢業。

## 教育
第二年，學生按課程劃分。每個系統有四個英語，人文科學，醫療護理，科學和數學課程。在第三年，每個學生根據各自的職業喜好選修各種選修課。

## 沿革
- 1986年12月26日 - 愛媛縣立學校設立條例公佈[1]。
- 1987年4月1日 - 愛媛縣立松山中央高等學校開校[1]。
- 2006年 - 愛媛縣立松山中央高等學校被指定為文部科學省（MEXT）的超級英語語言高等學校（SELHi，指定期限為三年）[6]。

## 交通
- 四國旅客鐵道(JR四國)予讚線市坪站步行約35分鐘[7]。

## 外部連結
- 愛媛縣立松山中央高等學校 （页面存档备份，存于） （日語）
- 愛媛縣立松山中央高等學校 緊急信息 （页面存档备份，存于） （日語）
- YouTube上的愛媛縣立松山中央高等學校頻道